# N’jai Kunda
N’jai Kunda (Namensvariante: Mai Kunda und Mali Kunda) ist eine Ortschaft im westafrikanischen Staat Gambia.
Nach einer Berechnung für das Jahr 2013 leben dort etwa 314 Einwohner, das Ergebnis der letzten veröffentlichten Volkszählung von 1993 betrug 268.

## Geographie
N’jai Kunda befindet sich in der Central River Region im Distrikt Niamina East und liegt am linken Ufer des Gambia-Flusses. Der Ort ist rund 1,8 Kilometer von der South Bank Road entfernt und liegt an einer Straße, die nach Mbaien Maka führt.

## Sehenswürdigkeiten
In N’jai Kunda liegen zwei der Senegambischen Steinkreise. Sie bestehen aus relativ großen Monolithen, die als die größten der Senegambischen Steinkreise zitiert werden, sie werden auf rund zehn Tonnen Gewicht geschätzt.